# سوسن أسمر

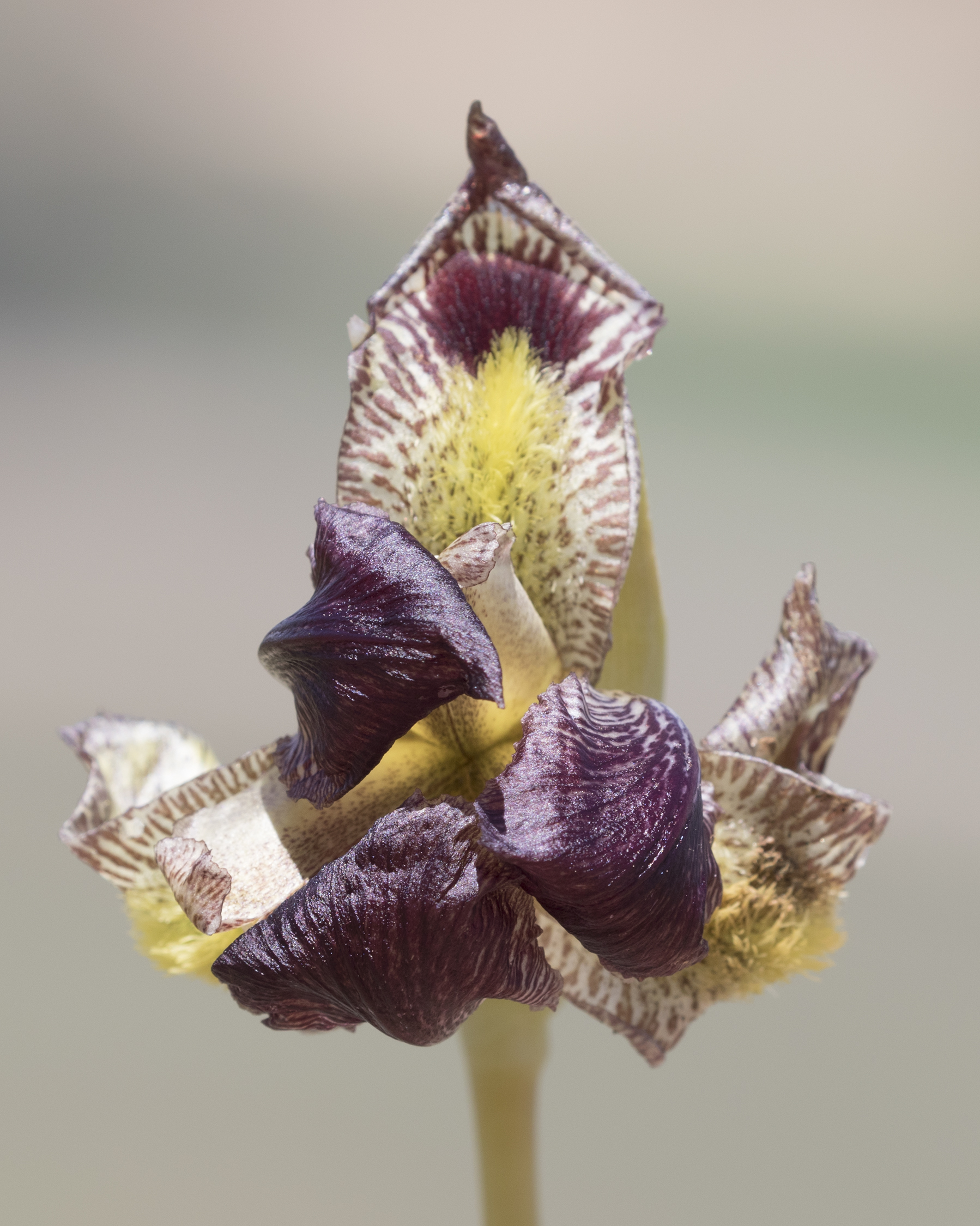

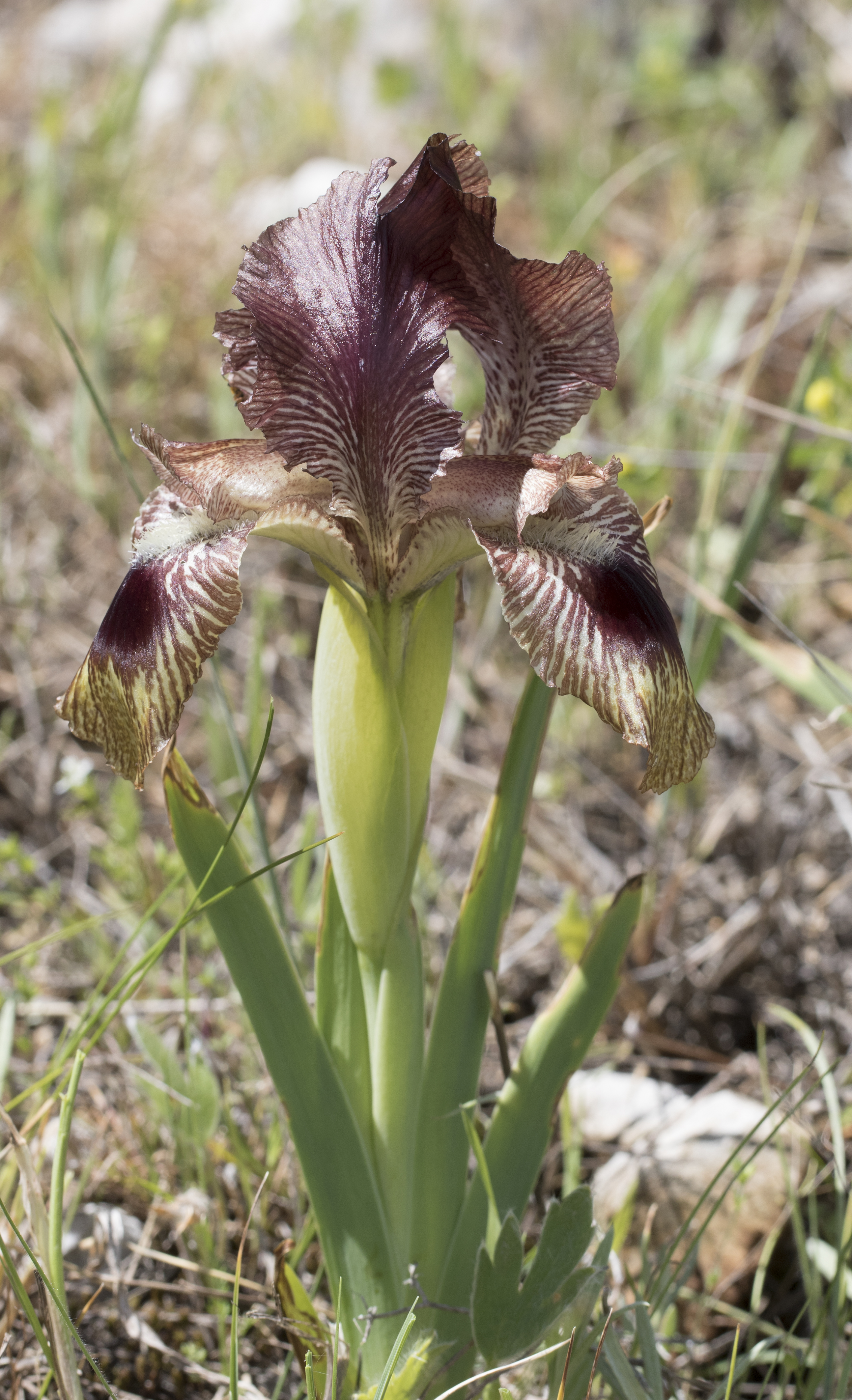

سوسن أسمر هو نوع في جنس سوسن. إنه من سهول وتلال تركيا الصخرية. لها أوراق منحنية أو مستقيمة بيضاء، أزهارها مخضرة أو صفراء متغيرة وعرقها قرمزي أو بني بنفسجي أو بني محمر أو أرجواني محمر أو أسود. لها بقعة كستنائية داكنة أو قرمزية غنية أو بنية ولحية ذهبية أو صفراء.